# Мадагаскарские крупночешуйчатые гекконы
Мадагаскарские крупночешуйчатые гекконы (лат. Geckolepis) — род ящериц из семейства гекконов, являющийся эндемичным для Мадагаскара и Коморских островов.

## Описание
Мелкие и средних размеров гекконы. Кожа покрыта крупной перекрывающейся чешуёй, напоминающей рыбью. Эти гекконы отличаются способностью отбрасывать чешуйки при контакте, что позволяет им легко ускользнуть от хищника.

## Распространение
Представители рода обитают только на Мадагаскаре и Коморских островах, встречаясь на высоте до 650 м над уровнем моря как в сухих, так и во влажных биотопах, обычно на первичной растительности. Занимают все типы прибрежных лесов Мадагаскара и особенно многочисленны среди растительности около пляжей.

## Виды
Включает 5 видов:
- Geckolepis humbloti Vaillant, 1887
- Geckolepis maculata Peters, 1880 — пятнистый крупночешуйчатый геккон[1]
- Geckolepis megalepis Scherz, Daza, Köhler, Vences & Glaw, 2017
- Geckolepis polylepis Boettger, 1893
- Geckolepis typica Grandidier, 1867typus